# Manuela Zinsberger
Manuela Zinsberger (Stockerau, 19 oktober 1995) is een Oostenrijks voetbalspeelster. Ze speelt als doelverdediger voor Arsenal WFC in de Super League.

## Vroegere jaren
Zinsberger groeide op in Niederhollabrunn in Neder-Oostenrijk. Ze begon met voetballen bij USV Leitzersdorf en kwam via LAZ Stockerau in 2019 bij AKA St. Pölten terecht. Vanaf het schooljaar 2011/12 ging ze naar het nationale centrum voor vrouwenvoetbal in St. Pölten. In 2017 werd ze door de Oostenrijkse krant Die Presse uitgeroepen tot 'Oostenrijk van het jaar'. Door Austria Press Agency werd ze in december 2020 op 25-jarige leeftijd uitgeroepen tot 'voetballer van het jaar, waarmee ze de eerste doelvrouw was die deze prijs won.

## Clubcarrière
In haar jeugdjaren speelde Zinsberger voor USV Leitzersdorf en SV Stockerau. In de winterstop van het seizoen 2009/10 maakte Zinsberger de overstap naar profclub USVG Großrußbach in de een lagere Oostenrijkse divisie. Ze maakte haar debuut voor deze club op 21 maart 2010 in een wedstrijd tegen Maria Anzbach. In de negen kampioenschapswedstrijden hield ze vijf keer de nul. In de zomer van 2010 werd Zinsberger opgepikt door ÖFB-Frauenliga club SV Neulengbach. Ze maakte haar debuut op het hoogste niveau op 30 oktober 2010, kort na haar vijftiende verjaardag, tegen FC Sudburgenland. Tegelijkertijd kwam ze voor het jeugdteam van Neulengbach uit in de tweede divisie oost/zuid tor 2013. Sinds het seizoen 2012/13 was ze de eerste keus onder de lat bij SV Neulengbach. Na twee volledige seizoen als eerste keepster, maakte Zinsberger een transfer naar de Duitse topclub FC Bayern München op 27 juni 2014. Ze tekende een driejarig contract. Voor de Beierse club maakte ze haar debuut op 21 september 2014 in een 4-1 overwinning met het tweede elftal uit tegen ETSV Würzburg. Voor de hoofdmacht debuteerde ze op 30 november 2014 in een doelpuntloos gelijkspel tegen SG Essen-Schönebeck. Zinsberger wist op 18 februari 2017 een penalty tegen te houden van Carolin Schiewe in 74ste minuut van en uitwedstrijd van SC Freiburg waarmee ze haar club aan een 3-2 overwinning hielp. Op 26 februari 2017 wist FC Bayern München mede door twee doelpunten van Vivianne Miedema te winnen. Ruim een maand later maakte Zinsberger bekend dat ze haar contract niet zou verlengen en de club na het lopende seizoen ging verlaten. Voor de start van het seizoen tekende ze een contract bij de Engelse meervoudig kampioen Arsenal WFC.
In Londen groeide Zinsberger al snel uit tot eerste keus onder der lat. In de eerste seizoenshelft speelde ze twaalf wedstrijden waarin ze slechts elf doelpunten tegen kreeg. Op 17 november 2019 wist Zinsberger haar eerste Londense derby tegen Chelsea FC voor 38.262 toeschouwers te winnen. Arsenal wist op Stamford Bridge ket 2-0 te winnen en Zinsberger hield de nul. Met Arsenal kwam Zinsberger uit in de Champions League waarin de achtste finales werden behaald. Na een langdurige pauze door de coronapandemie wist Arsenal de kwartfinales te behalen, die met 1-2 werd verloren tegen Paris Saint-Germain.
Op 5 februari 2021 tekende Zinsberger een nieuw langdurig contract bij Arsenal. In het seizoen 2021/22 won ze de 'Golden Glove Award' door 13 keer de nul te houden.

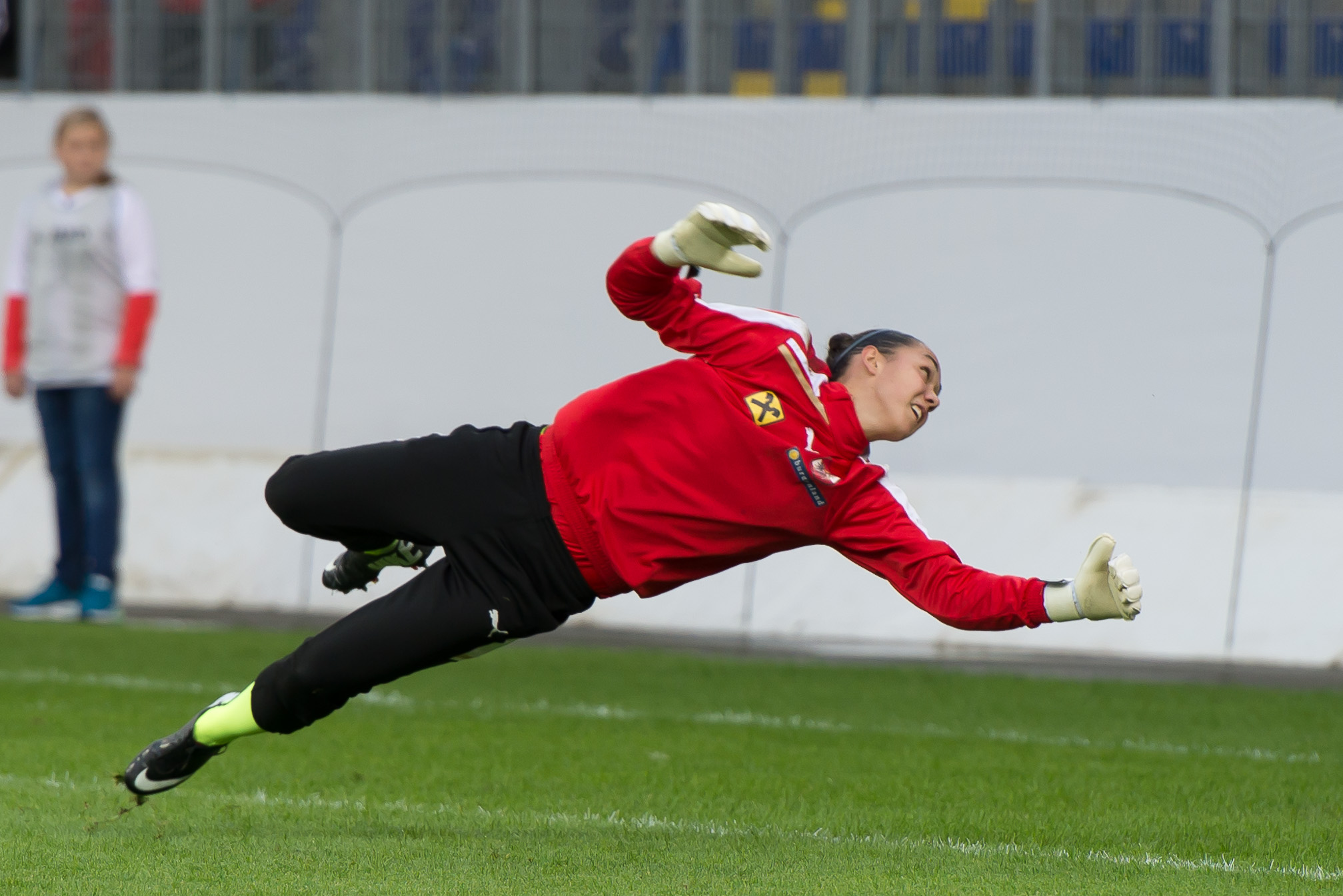
Manuela Zinsberger tijdens de kwalificatiereeks voor het WK 2015

In 2023 wist Zinsberger met haar club de Conti Cup te winnen waarna ze stelde dat het slechts de eerste van meer trofeeën was. Tijdens de wedstrijd kreeg Zinsberger meerdere krampaanvallen die hoofdtrainer Emma Hayes gebruikte voor tactische instructies. In de UEFA Women's Champions League 2023/24 kwam Zinsberger elf keer in actie en haalde ze de halve finale die werd verloren tegen VfL Wolfsburg. In maart 2023 tekende Zinsberger voor nog een seizoen in Londen. Tijdens het seizoen 2022/23 kwam Zinsberger tot 18 optredens in de Super League waarin ze tien keer de nul hield. In het volgende seizoen kwam ze tot 18 competitiewedstrijden en 5 clean sheets.
In 2019 tekende Zinsberger een nieuw tweejarig contract na 113 competitiewedstrijden en 49 clean sheets bij Arsenal. Ze stelde nog niet klaar te zijn bij de club. Voorafgaande aan het seizoen 2024/25 werd voormalig FC Twente speelster Daphne van Domselaar aangetrokken door Arsenal WFC als concurrent voor Zinsberger.

## Statistieken
| Seizoen | Club              | Land       | Competitie   | Wedstrijden | Doelpunten |
| ------- | ----------------- | ---------- | ------------ | ----------- | ---------- |
| 2014/15 | FC Bayern München | Bundesliga | Bundesliga   | 3           | 0          |
| 2015/16 | FC Bayern München | Bundesliga | Bundesliga   | 4           | 0          |
| 2016/17 | FC Bayern München | Bundesliga | Bundesliga   | 10          | 0          |
| 2017/18 | FC Bayern München | Bundesliga | Bundesliga   | 20          | 0          |
| 2018/19 | FC Bayern München | Bundesliga | Bundesliga   | 18          | 0          |
| 2019/20 | Arsenal WFC       | Engeland   | Super League | 12          | 0          |
| 2020/21 | Arsenal WFC       | Engeland   | Super League | 13          | 0          |
| 2021/22 | Arsenal WFC       | Engeland   | Super League | 20          | 0          |
| 2022/23 | Arsenal WFC       | Engeland   | Super League | 18          | 0          |
| 2023/24 | Arsenal WFC       | Engeland   | Super League | 18          | 0          |
| 2024/25 | Arsenal WFC       | Engeland   | Super League | 3           | 0          |
| Totaal  | Totaal            | Totaal     | Totaal       | 144         | 0          |

Laatste update: 18 maart 2025

## Interlandcarrière
Zinsberger kwam als jeugdinternational uit voor Oostenrijk -17 en Oostenrijk -19 alvorens ze op 2 juni 2013 voor het eerst werd opgeroepen voor de Oostenrijkse nationale ploeg voor een wedstrijd tegen Slovenië in Radlje ob Dravi. Op zeventienjarige leeftijd maakte ze haar debuut door in de 46ste minuut in te vallen voor Anna-Carina Kristler. Met haar land kwam Zinsberger in 2014 in actie op de Algarve Cup. Ook kwam ze in actie in de kwalificatiereeks voor het WK 2015.
In maart 2016 wist ze met haar land de Cyprus Women's Cup te winnen. In de kwalificatiereeks voor het EK 2017 werd Oostenrijk tweede achter Noorwegen waarna Oostenrijk zich voor het eerst wist te plaatsen voor een eindtoernooi. Zinsberger kwam op het eindtoernooi in alle groepswedstrijden in actie en werd groepswinnaar met haar land. In de penaltyreeks van de kwartfinale tegen Spanje wist Zinsberger meerdere penalty's te stoppen waarmee ze haar land naar de halve finales hielp. In de halve finale tegen Denemarken liep het opnieuw uit op penalty's, die verloren gingen tegen Denemarken.
Zinsberger keepte in de kwalificatiereeks alle wedstrijden en daarmee eindigde ze op de tweede plaats, wat onvoldoende was voor kwalificatie voor het WK 2019.
Oostenrijk wist zich wel te kwalificeren voor het EK 2022 in Engeland. Op 27 juni 2022 werd Zinsberger opgenomen in de Oostenrijkse selectie.
Na de openingswedstrijd, die nipt met 1-0 verloren ging tegen gastland Engeland, kreeg Zinsberger door doelpuntenmaakster en teamgenote bij Arsenal WFC, Beth Mead, gewaardeerd voor haar vriendelijkheid.
In juni 2024 verliet Zinsberger door persoonlijke omstandigheden de Oostenrijkse nationale ploeg. Later bleek dat haar hoogzwangere vriendin elk moment kon bevallen. Op 16 juli 2024 speelde ze haar honderdste interland in een 4-0 nederlaag tegen Duitsland.

## Privé
Op 7 maart 2022 maakte Zinsberger samen met haar vriendin Madeleine bekend dat het koppel ging trouwen. Op 9 juni 2023 traden de twee in het huwelijksbootje. Op 25 december 2023 maakten Zinsberger en Madeleine bekend dat ze samen een baby verwachten in juli 2024. Het zoontje, Marvin, werd geboren op 1 juli 2024. 